# Bisdom Jacarezinho
Het bisdom Jacarezinho (Latijn: Dioecesis Iacarezinhoënsis) is een rooms-katholiek bisdom met als zetel Jacarezinho, in Brazilië. Het bisdom is suffragaan aan het aartsbisdom Londrina.

## Geschiedenis
Het bisdom werd opgericht op 10 mei 1926, uit delen van het Curitiba, en was suffragaan aan het aartsbisdom Curitiba. Op 31 oktober 1970 wisselde het bisdom van kerkprovincie en werd suffragaan aan het aartsbisdom Londrina. 

## Parochies
Het bisdom had in 2021 een oppervlakte van 13.369 km2 en telde 469.230 inwoners waarvan 74,9% rooms-katholiek was.

## Bisschoppen
- Fernando Taddei (22 april 1927 - 9 januari 1940)
- Ernesto de Paula (22 november 1941 - 30 juni 1945)
- Geraldo de Proença Sigaud (29 oktober 1946 - 20 december 1960)
- Pedro Filipak (8 februari 1962 - 10 augustus 1991)
- Conrado Walter (10 augustus 1991 - 5 juli 2000)
- Fernando José Penteado (5 juli 2000 - 23 juni 2010)
- Antônio Braz Benevente (23 juni 2010 - heden)

Londrina (aartsbisdom) · Apucarana · Cornélio Procópio · Jacarezinho